# Commitment of Traders Report
Der Commitment of Traders Report wird im Original als Commitments of Traders (CoT) bezeichnet. Hierbei handelt es sich um einen regelmäßig veröffentlichten Bericht der Commodity Futures Trading Commission (CFTC), welche als Regulierungsstelle der amerikanischen Rohstoffbörsen dient. Das CoT enthält Angaben über die Handelspositionen der anzeigepflichtigen Marktteilnehmer in Form einer Auflistung des Open Interest. 

## Zielsetzung
Ziele des CoT sind die Dokumentation und Beobachtung der Handelsaktivitäten großer Marktteilnehmer. Innerhalb des Reports finden die Daten des jeweiligen Dienstags Verwendung, welche nach Handelsschluss übermittelt werden. Die Veröffentlichung erfolgt am darauffolgenden Freitag. Die Erstellung des CoT erfolgt für sämtliche Märkte, in denen mindestens 20 Händler aktiv sind und deren Positionen oberhalb der Anzeigepflicht liegen. Es werden zwei Varianten des Reports veröffentlicht. Eine auf Futureskontrakte beschränkte Version sowie eine um Optionen erweiterte Fassung.
Die Aussagekraft des Reports liegt in der Tatsache begründet, dass die Summe des Open Interest aller Marktteilnehmer null beträgt. Es existiert also zu jeder Long- auch eine Short-Position. Von Interesse ist nun die Verteilung der Positionen zwischen den Marktteilnehmern. Eine weit verbreitete Strategie beruht auf der Annahme, dass die Commercials aufgrund ihres originären Geschäftes über die umfangreichsten Marktinformationen verfügen bzw. sie selbst den eigentlichen Markt darstellen, weshalb sie i. d. R. besser positioniert sein sollten. Große Unterschiede in den Positionen der Marktteilnehmer deuten entsprechend dieser Strategie auf eine Marktbewegung in die von den Commercials vorweggenommene Richtung hin.

## Differenzierung
Innerhalb des Berichtes erfolgt eine Unterteilung der Marktteilnehmer in folgende Gruppen:

### Commercials
Unter den Commercials werden große Händler subsumiert, welche in erster Linie auf den Warenterminmärkten auftreten um Absicherungspositionen einzugehen. Diese Händler besitzen entsprechende Gegenpositionen und entsprechen der klassischen Definition der Hedger.

### Non Commercials
Non Commercials sind Marktteilnehmer deren Engagement einen spekulativen Hintergrund besitzt. Ihr Interesse besteht insbesondere in der Gewinnerzielung durch Partizipation an Preisbewegungen des Marktes.

### Non Reportable
Die Gruppe der Non Reportables stellt eine Zusammenfassung der weiteren Marktteilnehmer dar. Hierbei handelt es sich überwiegend um kleine Händler, welche im Kundenauftrag an den Warenterminmärkten aktiv sind. Da diese nicht reportpflichtig sind, erfolgt die Positionsermittlung innerhalb des CoT als Differenz der Commercial und Non Commercial Positionen im Verhältnis zum gesamten Open Interest.

## Erweiterter CoT Report
Seit dem 4. September 2009 wird darüber hinaus für bislang 22 Rohstoffmärkte ein erweiterter CoT Report parallel zu der klassischen Variante veröffentlicht.  Hierin werden die Marktteilnehmer zusätzlich aufgeschlüsselt. Mit dem Ziel für zusätzliche Transparenz des Marktgeschehens zu sorgen, werden die reportpflichtigen Marktteilnehmer nun in die folgenden vier Gruppen gegliedert:
- 1. Producer/Merchant/Processor/User
- 2. Swap Dealer
- 3. Money Manager
- 4. Other Reportables

Die beiden Erstgenannten entsprechen den Commercials des traditionellen Reports. Die Gruppe Producer/Merchant/Processor/User nutzt die Futuresmärkte zum Hedging von Risiken, welche aus dem operativen Geschäft im Zusammenhang des physischen Rohstoffs entstehen.
Swap Dealer treten ebenfalls als Hedger auf. Ihr Interesse besteht hingegen in der Absicherung von Risiken aus Swap-Geschäften. Die Gegenparteien können indes sowohl spekulative als auch kommerzielle Händler sein.
Als Money Manager werden Marktteilnehmer klassifiziert, welche spekulative Interessen im Auftrag von Kunden verfolgen. Diese können ebenso wie die Other Reportables, welche eine Zusammenfassung aller weiteren reportpflichtigen Marktteilnehmer darstellen, den Non Commercials im traditionellen CoT zugeordnet werden.
Als weitere Neuerung des erweiterten CoT ist der Ausweis von Spread-Positionen der Marktteilnehmer 2 bis 4 zu nennen. Hierbei werden gegenläufige Positionen in einem Markt nicht mehr aufgerechnet, sondern separat ausgewiesen.